# Thaumasia strandi
Thaumasia strandi är en spindelart som beskrevs av Lodovico di Caporiacco 1947. Thaumasia strandi ingår i släktet Thaumasia och familjen vårdnätsspindlar.
Artens utbredningsområde är Guyana. Inga underarter finns listade i Catalogue of Life.